# Acronicta innotata
Acronicta innotata là một loài bướm đêm trong họ Noctuidae.